# Komboloi

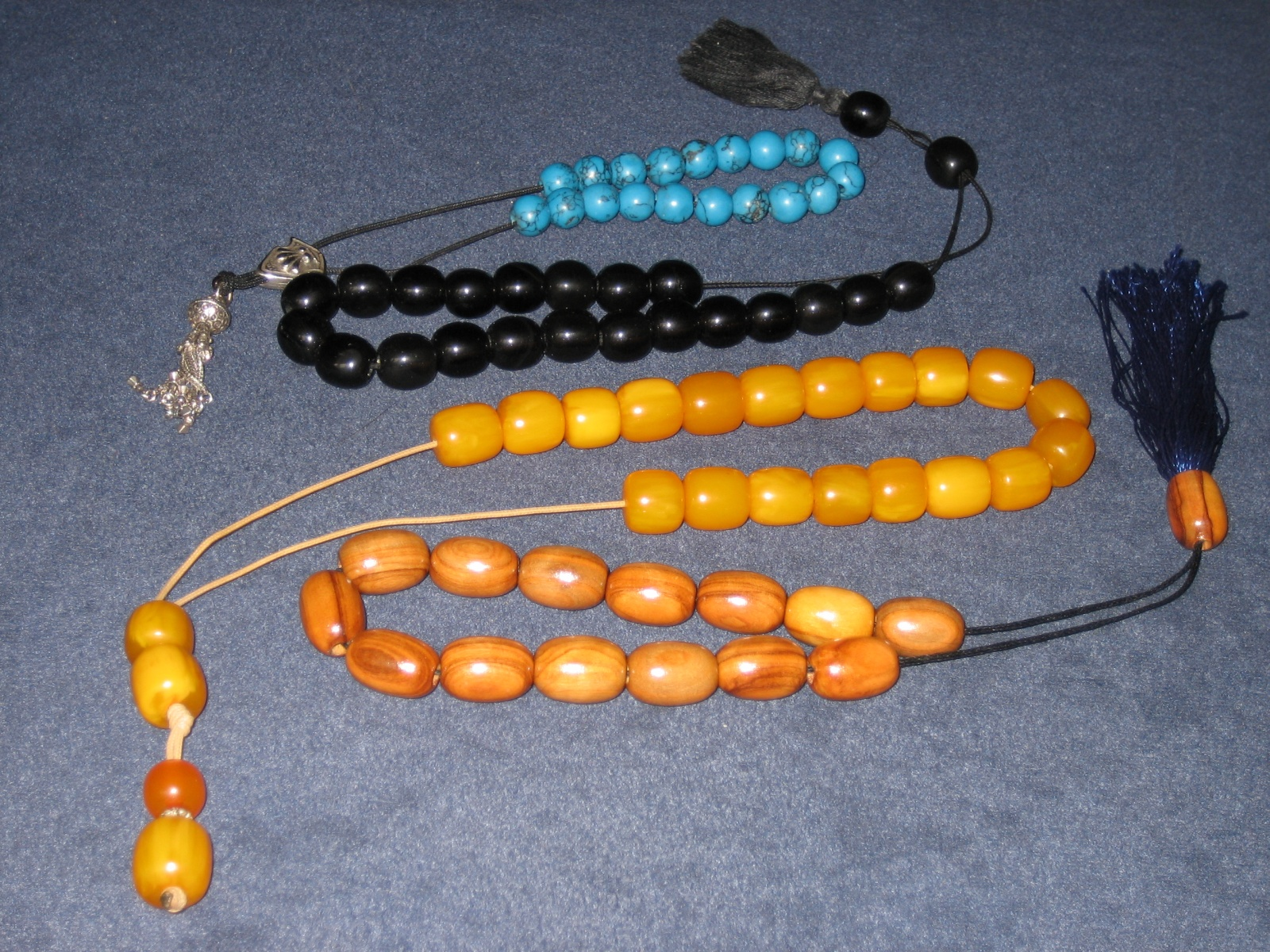
Čtyři komboloi z různých materiálů: želvovina, obsidián, faturan (plast napodobující jantar) a jantar

Komboloi, kombolói nebo kompoloi (řecky κομπολόι) je řecká hračka, šňůrka s korálky, které se přehazují v ruce. Slouží pro ukrácení dlouhé chvíle, k relaxaci a jako pomůcka odbourání stresu. V Řecku je velmi populární, je pokládána za jeden ze symbolů řecké kultury a proto velmi často slouží jako turistický suvenýr.
Název pochází ze středověké řečtiny, kde κομβολόγιον znamená spojení uzlů. Jejich původ je sporný, patrně souvisí s pravoslavnou modlitební pomůckou komboskini, která má podobnou podobu a funkci jako západní růženec, či s muslimskou obdobou nazývanou misbaha. Komboloi ale samo o sobě nemá žádný náboženský význam a slouží pouze jako hračka.
Korálky (o zhruba centimetrovém průměru) mohou být vyrobeny z jakéhokoli materiálu, např. z jantaru, korálů či různých nerostů. Přesný počet kuliček komboloi není nijak stanoven, obvykle jich je lichý počet, zpravidla o jeden vyšší než násobek čtyř (17, 21 atd.). Korálky jsou navléknuty na provázek, který je zakončen napevno umístěnou hlavičkou, složenou z jednoho napevno umístěného korálku (řecky se nazývá παπάς), štítku (θυρεός) a většinou i střapce (φούντα).
Uživatel většinou uchopí prsty hlavičku komboloi a postupně si probírá korálky mezi palcem a ukazováčkem, až mezi nimi má jen jeden korálek. Tu pak upustí proti štítku a začíná znovu z druhé strany. Druhou obvyklou technikou je rozdělit si kuličky na dvě části (jednu k hlavičce, jednu k druhému konci), sevřít prázdný provázek mezi nimi mezi prsty a pohybovat s nimi tak, aby do sebe obě skupiny narážely a vydávaly chřestivý zvuk.